# جوزيبي ماسا
جوزيبي ماسا (بالإيطالية: Giuseppe Massa)‏ هو لاعب كرة قدم إيطالي في مركز الوسط، ولد في 26 أبريل 1948 في نابولي في إيطاليا، وتوفي بنفس المكان في 17 أكتوبر 2017. شارك مع منتخب إيطاليا تحت 23 سنة لكرة القدم. أما مع النوادي، فقد لعب مع إنتر ميلان ونادي أفيلينو ونادي لاتسيو ونادي نابولي.